# Pim Rietbroek
Willem (Pim) Rietbroek (Geleen, 2 april 1942) is een Nederlandse voormalig handballer. Na zijn spelerscarrière was hij als coach actief bij verschillende clubs en was hij bondscoach van het Nederlandse mannenteam.

## Biografie
Pim Rietbroek is geboren en getogen in Geleen. Zijn vader kwam uit het Zuidhollandse Roelofarendsveen. Van 1954 tot 1959 ging hij naar het Sint Michiel lyceum in Geleen. Door de invloed van zijn gymleraar Chief Wauben werd hij klaar gestoomd voor de handbaltop. Voordat hij zich helemaal ging storten op handbal speelde hij enige tijd nog het tweede team van Fortuna '54. Hierbij speelde hij zelfs een half jaar met Faas Wilkes die na een meniscusoperatie moest revalideren. Tijdens zijn spelerscarrière was hij in de jaren 70 vooral actief bij Vlug en Lenig.
In 1970 werd Rietbroek speler en coach van Vlug en Lenig als opvolger van Chief Wauben. Hij stopt in 1975 weer met deze functie vanwege de hoge druk om zowel het trainerschap als het speler zijn te combineren. In 1976 keert hij na een anderhalf jaar weer terug als enkel trainer. In 1985 besluit hij een jaar rust te nemen bij V&L voor een jaar rust, in de periode voor zijn rustjaar won hij met Vlug en Lenig drie landstitels en één keer de beker. Hierna is hij trainer bij onder andere twee Belgische clubs, namelijk Herstal en Sasja.
In 1989 werd Rietbroek, na vier seizoenen in België te hebben gecoacht, weer trainer bij Vlug en Lenig. Tot 1994 was hij trainer van Vlug en Lenig en geef hierna het roer over aan Wiel Mayntz. Maar al naar een half jaar gaat het slecht met het team en Pim Rietbroek wordt weer trainer van Vlug en Lenig. In 1999 wordt Pim Rietbroek coach van Eynatten. Tijdens zijn periode bij Eynatten weet hij de landstitel te winnen in 2000, 2001 en 2002 en de beker in 2000. In 2003 verlaat hij Eynatten om weer coach te worden van Vlug en Lenig. Dit doet hij tot 2005 en wordt hij hierna bondscoach van de mannen van Nederland samen met Harry Weerman. Dit doet hij tot 2007 doordat door financiële redenen bij de NHV niet meer verder kan als bondscoach. Hij wordt vervolgens coach van BTB Aken in de 3. Liga tot 2011, waarna hij weer terugkeert naar Eynatten. Na één seizoen bij Eynatten verhuist Rietbroek onverwacht naar Achilles Bocholt. In februari 2014 stapt hij op bij Bochelt om privé-redenen.
Als beroep was Rietbroek gymleraar.

## Privé
Pim Rietbroek was het oudste van het gezin, hij had nog 3 broers.
- Gabrie Rietbroek was tevens een handballer op hoog niveau en heeft ook verschillende clubs op hoog niveau gecoacht.
- Jack Rietbroek was tevens een handballer op hoog niveau, speelde in het nationaal elftal, en heeft ook verschillende clubs op hoog niveau gecoacht, zowel in Nederland als België.
- John Rietbroek handbalde in het nationale studententeam.

1.  Björn Alberts ·
2.  Martijn Meij ·
3. Brecht Lamers ·
4. Brecht Wertelaers ·
5. Joren Lamers ·
6. Bert Haex ·
7. Bart Lenders ·
8.  Rob Beaumont ·
10.  Jordi Cremers ·
11.  Luke Habets ·
12. Ruud Hanssen ·
14.  Andreas Kittel ·
15. Roel Valkenborgh ·
16. Stef Gijbels ·
20. Marek Mrowiec ·
24. Damian Kedziora ·
44. Bartosz Kedziora ·
Coach:  Pim Rietbroek
1. Guido Rink ·
2. Martijn Kunnen ·
3. Mark Remmel ·
4.  Dennis Marquadt ·
5. Roel Adams ·
7. Arne Schouren ·
8. Mark Hulsbosch ·
9.  Vladimir Tomanović ·
11. Michiel Kokkelmans ·
12. Ken van Hasselt ·
13. Ewout Boogaard ·
14. Mark Jennissen ·
15. Bart Köhlen ·
16. Erik Queis ·
17. Robin van den Heuvel ·
20. Steven Lichteveld ·
Coach: Pim Rietbroek
1. Marc Gorissen ·
2. Martijn Kunnen ·
3. Mark Remmel ·
4. Jos Arnoldussen ·
5. Roel Adams ·
6. Pierre Velreads ·
7. Rutger Sanders ·
8. Mark Hulsbosch ·
9.  Vladimir Tomanović ·
10. Martijn Rietbroek ·
11. Michiel Kokkelmans ·
12.  Ton Vermeylen ·
13. Ewout Boogaard ·
15. Bart Köhlen ·
16. Ken van Hasselt ·
17. Mickel Wouters ·
20. Steven Lichteveld ·
Coach: Pim Rietbroek
· Assistent-coach: Joep Velraeds
1. David Polfliet ·
2.  Carsten Hassels ·
3. Vincent Diricks ·
4.  Rudolf Tonkovic ·
5. Oliver Werding ·
6. Christian Hagemann ·
7. Zbigniew Krzyskow ·
8. Jan Strijckers ·
9. Patrick Langer ·
10.  Blagojce Krstev ·
11.  Steven Lichteveld ·
12.  Gerrit Stavast ·
13. Jean-Marc Schuransky ·
16. Gregory Rehfisch ·
Coach:  Pim Rietbroek
· Assistent-coach: Denis Hennin
3. Vincent Diricks ·
4.  Rudolf Tonkovic ·
5. Oliver Werding ·
6. Sebastian Kreusch ·
7.  Zbigniew Krzyskow ·
8. Jan Stryckers ·
10.  Blagojce Krstev ·
11. Maurice Janssen ·
12.  Gerrit Stavast ·
13. Jean-Marc Schuransky ·
Coach:  Pim Rietbroek
Christoph Aussems ·
Stephane Bouhy ·
 Tino Brodeber ·
Daniel Brüll ·
Lars Cool ·
 Eric Eussen ·
Markus Geron ·
 Max Jacobs ·
 Maurice Janssen ·
 Julian Jetten ·
Sebastian Kreusch ·
Zbigniew Krzyskow ·
Patrick Langer ·
Dominik Lux ·
 Jonas Merx ·
 Dennis Ofers ·
Mario Piel ·
 Jean Marc Schuransky ·
 Gerrit Stavast ·
 Arndt von Behren ·
 Erik Wudtke ·
Coach:  Pim Rietbroek
Björn Alberts ·
Robin Bellis ·
Ewout Boogaard ·
Raymond Cremers ·
Eric Eussen ·
Jan-Willem Hamers ·
Bas van Hulten ·
Wil Jacbos ·
 Zoran Kenjics ·
Raymond Keulen ·
Yorma Muytjens ·
Jan Peter van de Reijdt ·
Martijn Rietbroek ·
Roel Rothkrans ·
Rutger Sanders ·
Mark Schmetz ·
 Lucas Skaski ·
Coach: Pim Rietbroek
Reno Berretty ·
Theo Boers ·
Patrick Bollen ·
Hans van Dijk ·
Dirk Hasenberg ·
Marcel Huveneers ·
Wil Jacobs ·
Maurice Janssen ·
Gerd Klinkers ·
Rob de Pijper ·
Pascal Penders ·
Rutger Sanders ·
Mark Schmetz ·
Gerrit Stavast ·
Coach: Wiel Mayntz Pim Rietbroek
Theo Boers ·
Mark Boers ·
Han von den Hoff ·
Gert Klinkers ·
Paul Kikken ·
Wil Jacobs ·
Eddy Roumen ·
Gino Smits ·
Gerrit Stavast ·
Peter Thissen ·
Claus Veerman ·
Aschwin Versteegden ·
Bart Wanders ·
Hans Wiltenburg ·
Coach: Pim Rietbroek
1. Marc Boers ·
2. Paul Kikken ·
3. Aschwin Versteegden ·
4. Cor Vincent ·
5. Han Vondenhoff ·
6. Bart Wanders ·
7. Claus Veerman ·
8. Gino Smits ·
9. Jan Willem Hamers ·
10. Ed Rouman ·
11. Gert Klinkers ·
12. Theo Broers ·
14. Stefan Hooghiem ·
16. Evert Hoiting ·
Coach: Pim Rietbroek
Hub Amkreutz ·
René Coumans ·
Henny Cramers ·
Ton Dormans ·
Jan-Willem Hamers ·
René Hartgers ·
Wil Jacobs ·
Paul Kikken ·
Paul Louwers ·
Ron Mendelewski ·
Jan van Merwijk ·
René Nijsten ·
Eddy Roumen ·
Martin Vlijm ·
Han Vondenhoff ·
Mark Willems ·
Coach: Pim Rietbroek
1. Hans Geuskens ·
2. Paul Kikken ·
3. Mark Willems ·
5. Henny Cramers ·
4. Ton Dormans ·
6. Jan-Willem Hamers ·
7. Wil Jacobs ·
8. Paul Louwers ·
10. Martin Vlijm ·
12. Jean Last ·
11. René Nijsten ·
13. Han van den Hoff ·
Coach: Pim Rietbroek
René Coumans ·
Henny Cramers ·
Ton Dormans ·
Hans Geuskens ·
Jos Gerards ·
Jan-Willem Hamers ·
René Hartgers ·
Wil Jacobs ·
Paul Kikken ·
Jean Last ·
Paul Louwers ·
Ron Mendelewski ·
René Nijsten ·
Eddy Roumen ·
Martin Vlijm ·
Han Vondenhoff ·
Mark Willems ·
Coach: Pim Rietbroek